# 魏應交
魏應交（1955年2月4日—），彰化縣福佬客家人，祖籍福建省汀州府永定縣古竹鄉，是台灣出身的企業家，頂新國際集團魏家四兄弟之老二暨現任董事長、頂基開發董事長、頂禾開發董事長、前台灣之星董事長、樂購董事長、前台北金融大樓副董事長兼執行長。

## 生平

### 早年
三歲時，父親魏和德創辦鼎新油脂加工廠。

### 在大陸投資
在魏家兄弟中，魏應交以業務能力最好，早年頂新集團籌備資金皆由他張羅。當魏家正開始在大陸投資時，因擴張速度過快，康師傅控股公司曾經資金週轉失靈，魏家曾找統一的高清愿商量出售30%持股給統一集團，卻不能達成共識，魏應交在失落之餘還去算命。不久，日本三洋食品從報上得知康師傅控股出售股票，以高於股價的價格，用現金收買康師傅30%股權。

### 在大陸捐贈
- 1996年，代表頂新魏家捐一百萬元人民幣給祖籍永定縣古竹鄉的古竹中學、古竹中心小學和黃竹煙小學建築校舍，魏應交還在1997年10月16日參加校舍落成典禮。
- 2002年，亦代表頂新魏家捐款九十萬元新台幣協助台北市永定同鄉會購置新會館[14]。

### 返台發展
頂新企業在李登輝政府開始返台投資，在1998年併購味全。陳水扁政府時，2002年頂新將康師傅速食麵引入台灣、2004年12月入主正義股份有限公司等。根據《蘋果日報》2003年的報導，當時味全公司正歡慶50周年，時任總統的陳水扁獲邀出席50周年慶酒會，與魏應交、魏應充一起併肩喝味全林鳳營牛奶，邊讚賞該公司走過半世紀經營有成。2014年臺灣劣質豬油事件後，中國國民黨發言人陳以信指責當時的陸委會主委蔡英文難辭其咎。
2005年1月，魏應交長女魏妙玲歸寧，新郎吳嘉林是香港人。
2008年到2009年間，魏應交僅用百分之一的自備款買台北市知名豪宅建案帝寶集合式住宅九個單位，表示是為了讓魏家一起住，在魏家四兄弟名下的帝寶至少十四戶，與搬來的連戰、連方瑀等人成為鄰居。魏家第二代九位男丁每人都能分配到一戶價帝寶。
2010年1月，魏應交三女兒魏佩怡出嫁，丈夫為全家鮮食部工作的洪肇謙。同年，兩岸經濟協議電視辯論，頂新被總統馬英九喻為是鯨魚等級，並向蔡英文質疑說：「這個頂新、旺旺、自然美這些公司都回來了。為什麼他們在民進黨執政時都不回來，國民黨執政反而回來呢？」，但頂新卻主力被批評在炒房炒股。杜紫軍後來表示政府鼓勵海外台商回台投資，和廠商經營事業有無遵守法令規定，兩者為不同事件，不可混為一談。
魏應交協助康師傅控股公司在台灣發行TDR時，等於以1.9億股的香港康師傅來台增資，總數38萬張，儘管定價45元掛牌溢價高達19%，因當時中概股行情看好，股民爭相圈購，一股難求，上市後拉到最高51.5元，當時各家券商爭相承銷康師傅TDR，最後以規模甚小的永豐金證券中選。後來，TDR賣在最高價，大戶獲利，之後股價大跌，坑殺台灣散戶。《壹週刊》指控魏應交從永豐金證券取得七千五百多萬元退佣，全數還給連勝文、江丙坤及徐立德等二百六十一名圈購人，並且還有五百二十五萬元的承銷費透過王金平捐給中國國民黨高雄縣黨部。郭正亮認為是因連戰家就是永豐金僅次於何家的第二大股東（持股約占7%）的緣故，而且連勝文還在2011年到2014年，長期出任永豐銀董事。但當事人多聲明報導不實。檢調一度懷疑魏家收回扣、涉背信，並將魏應交、頂新財務長陸億華及永豐金證券董座黃敏助等九人同列被告，最後發現溢收手續費確實退還圈購TDR投資人，未回流魏家私人口袋而不起訴。
義美董座買2653張頂新TDR，扁朝經濟部長林信義買2691張頂新TDR，分別是第一大和第二大的認購者。
2010年，魏應交以101.69億刷新工業區土地拍賣新高價，買下三重區新燕廠；2012年他標下位於敦化南路上的中華票券金融大樓，結合周邊的都更土地，興建高級住宅區。該路段的豪宅敦南苑登記在女兒魏妙玲。該年，利用TDR取得170億的「回台第一桶金」入股台北101大樓，隨後以營運周轉金名義向銀行質押，是101大樓主要股東中惟一的質設者，再去炒房，並將資金後匯往海外。同年底朱立倫就任新北市長，准許頂新的土地變更案，因是違法變更，中央政府遲遲不敢核定，發生頂新新燕案土地變更事件。
2013年，羅智強受魏應交之邀至魏家彰化祖厝成美堂向魏家四兄弟拜年，該年羅智強與魏家有4次互動。3月，永定縣委書記毛高良率領客家文化交流團拜會魏應交，就兩岸經濟文化交流進行交流討論。
2014年4月，新北市政府城鄉發展局核准對三重新燕廠通過工業地變住商區，原先魏家以101.69億元的土地，翻漲至少上看200億。8月，魏應交同意支付超過700億台幣，拿下全台最大有線電視系統台－中嘉網路的經營權，成為近年來台灣最大宗的併購案，擊敗郭台銘、徐旭東的競爭。
受2014年臺灣劣質豬油事件影響，魏應交於同年10月28日向宋文琪請辭台北101副董事長與總經理職位，只剩董事身分。魏應交強調魏家是真心愛台灣，三弟魏應充的油品案法律應由司法確認，但不能汙辱他等家族成員的名聲。不久，2014年中華民國地方公職人員選舉選後，新北市政府宣布終止頂新味全三重廠土地變更案。

### 違法交易保育植物
2014年10月上旬，被人檢舉魏家在彰化永靖祖厝的「成美堂文化園區」外圍，種有一排約50多株有「台灣植物界活化石」之稱的台灣油杉，因為屬於保育類樹木，違反「文化資產保育法」第83條。經彰化地檢署偵辦後，將魏應交勒令限制出境，後續彰化地方法院判魏應交拘役90日，得易科罰金，緩刑2年，緩刑期內付保護管束，並須依法管理維護這批珍稀林木。農委會於2019年4月26日公告指出，依據《文化資產保存法》廢止台灣油杉為「自然紀念物－珍貴稀有植物」之指定，亦即，未來臺灣油杉在園藝的培植、栽種，採集利用等行為，都不再被嚴格管制。

## 膺獲榮譽
- 2012年，被國立中山大學授予名譽博士學位的魏應交發表感言致詞時提到仁義是自己重要理念之一，未來要將「孝悌、勤儉、樸實」的家風繼續傳承，魏家七位兄弟姊妹全員出動祝賀[43]，包括很少露面的魏家三姊妹魏錦鏽、魏娟娟、魏錦霓[44]。
- 2012年，國立中山大學出版《頂新集團的中國心與台灣情－人文精神》[45][46]。

## 軼聞
- 2012年，一名住在彰化縣永靖鄉的高中女生寫信給他，訴說頂新永靖廠造成當地環境惡臭，當時魏應交承諾即日止臭，但未兌現[47]。2014年，味全爆發黑心食品，那名女高中生痛批魏家用黑心錢將祖屋成美堂修再美也只是讓祖先蒙羞[48]。
- 2013年，頂新魏家要回饋鄉里，推廣彰化好米，在秀水鄉中山高附近2公頃契作栽植稻米，魏應交宣傳是有機米，說要從故鄉出發把優質台灣米行銷大陸。此稻田是利用稻子的不同品種，等到結穗後，紫色稻穗長出一幅「孔孟好字」的組合字。但同年7月收割後，契作就無著落。[49][50]
- 2014年臺灣劣質豬油事件爆發後，郝明義引述媒體社論，指頂新已將觸手伸入媒體產業，呼籲除抵制頂新，還要抵制台灣之星，更要抵制頂新購買中嘉網路[51]。
- 2014年，魏應交在辭去一○一副董事長兼總經後，被檢舉在祖厝成美堂種五十多株保育類台灣油杉，違反「文化資產保存法」[52]，後並被判拘役90日，得易科罰金、緩刑2年。不過，農委會2019年4月26日已依《文化資產保存法》廢止台灣油杉為「自然紀念物－珍貴稀有植物」之指定，不再管制臺灣油杉在園藝的培植、栽種，採集利用等行為。